# Erich Giesa
Erich Giesa (* 11. Juni 1913; † 10. Februar 2003) war ein deutscher Schauspieler, Regisseur, Hörspiel- und Synchronsprecher.

## Leben
Der 1913 geborene Erich Giesa wuchs in Osnabrück auf. Im Alter von 17 Jahren schloss er sich einer Wanderbühne an und nahm anschließend in Berlin bei Lucie Höflich Schauspielunterricht. Sein erstes Engagement erhielt er am Theater der Stadt Neisse. Während des Zweiten Weltkriegs diente er als Richtkanonier in der Wehrmacht und unterhielt die Angehörigen seiner Kompanie mit seiner Schauspielkunst. Nach dem Krieg gründete er 1945 in Verden an der Aller als Direktor die Neue Schauspielbühne Verden, die aber 1948 die Währungsreform nicht überlebte. 1951 holte der Generalintendant der Städtischen Theater Leipzig Max Burghardt ihn in die Messestadt, wo er bis zum 78. Lebensjahr auf der Bühne stand.
1955 erhielt Erich Giesa die Aufgabe, sich um das Arbeitertheater des Metallurgiehandels in Leipzig zu kümmern. Er übernahm die ehrenamtliche Leitung bis zu dessen Auflösung. Für dieses Ensemble ohne schauspielerische Ausbildung schrieb er Stücke, probte, inszenierte und war mit viel Akribie, Liebe und Geduld dabei. Bis zu seinem Tod gab es immer wieder Treffen mit den ehemaligen Mitgliedern des erfolgreichen Theaters.
Neben seiner Theatertätigkeit stand Erich Giesa mehrfach für die DEFA und das Fernsehen der DDR als Darsteller vor der Kamera. Mit seiner Stimme wirkte er als Synchronsprecher für die DEFA und als Hörspielsprecher für den Rundfunk der DDR.
Erich Giesa war seit 1941 verheiratet und hat eine Tochter und einen Sohn. Er verstarb im Februar 2003 im Alter von 89 Jahren. Seine letzte Ruhestätte fand er in einer namenlosen Grabstelle auf dem Leipziger Südfriedhof, Abteilung 15.

## Filmografie
- 1954: Alarm im Zirkus
- 1955: Ernst Thälmann – Führer seiner Klasse
- 1968: Ich war neunzehn
- 1971: Zollfahndung (Fernsehserie, 1 Episode)
- 1971: Polizeiruf 110: Der Fall Lisa Murnau (Fernsehreihe)
- 1987: Bebel und Bismarck (Fernseh-Dreiteiler)
- 1988: Mit Leib und Seele

## Theater
- 1952: Hedda Zinner: Der Mann mit dem Vogel (Osman Kylian) – Regie: Josef Stauder (Städtische Theater Leipzig)
- 1953: Ion Luca Caragiale: Der verlorene Liebesbrief – Regie: Wolfgang Böttcher (Schauspielhaus Leipzig)
- 1954:Wolfgang Böttcher/Ilse Nürnberg: Ehe eine Ehe eine Ehe wird – Regie: Camillo Triembacher (Städtische Theater Leipzig)
- 1954: Jean-Paul Sartre: Die ehrbare Dirne (Neger) – Regie: Erich-Alexander Winds (Städtische Theater Leipzig – Kammerspiele)
- 1957: John Millington Synge: The Playboy of the Western World – Regie: Martin Trautwein (Städtische Theater Leipzig – Studio)
- 1958: Molière: Tartuffe – Regie: Otto Lang (Städtische Theater Leipzig – Kammerspiele)
- 1959: Hans Pfeiffer: Zwei Ärzte – Regie: Horst Smiszek (Städtische Theater Leipzig)
- 1959: Friedrich Schiller: Don Carlos – Regie: Karl Kayser (Schauspielhaus Leipzig)
- 1960: Bertolt Brecht: Der kaukasische Kreidekreis – Regie: Heinrich Voigt (Schauspielhaus Leipzig)
- 1962: Hans-Dieter Schmidt: Schluss mit Blindekuh – Regie: Hans-Dieter Schmidt (Städtische Theater Leipzig)
- 1964: Lajos Mesterházi: Das elfte Gebot – Regie: Horst Smiszek (Schauspielhaus Leipzig)
- 1966: Fritz Hochwälder: Der Himbeerpflücker – Regie: Hans Michael Richter (Städtische Theater Leipzig)
- 1966: Brandon Thomas: Charleys Tante Nr. 2 – Regie: Peter Röll (Städtische Theater Leipzig – Kammerspiele)
- 1967: Bertolt Brecht: Die Tage der Commune – Regie: Horst Smiszek (Städtische Theater Leipzig)
- 1968: Armand Gatti: V wie Vietnam (Phoung Coi) – Regie: Gotthard Müller (Schauspielhaus Leipzig)
- 1970: Rudi Strahl: In Sachen Adam und Eva – Regie: Peter Förster (Städtische Theater Leipzig – Kammerspiele)
- 1971: Alexander Ostrowski: Der Wald – Regie: Gotthard Müller (Städtische Theater Leipzig)
- 1971: Rudi Strahl: Noch mal ein Ding drehn (Muschko) – Regie: Peter Förster (Städtische Theater Leipzig – Kammerspiele)
- 1972: Jewgeni Schwarz nach Brüder Grimm: Aschenputtel (Jäger) – Regie: Jürgen Kautz (Schauspielhaus Leipzig)
- 1973: Carlo Goldoni: Krach in Chiozza – Regie: Klaus Fiedler (Städtische Theater Leipzig)
- 1975: Armin Müller: Der goldene Vogel – Regie: Horst Smiszek (Schauspielhaus Leipzig)
- 1981: Wladimir Tendrjakow: Abrechnung (Potechin) – Regie: Peter Röll (Leipziger Kellertheater)
- 1990: Stanisław Grochowiak: Die Jungs (Heiminsasse) – Regie: Traugott Steinhoff (Leipziger Kellertheater)

## Hörspiele
- 1951: Gerhard Rentzsch:  Ein Schiff fährt nach Marseille  – Regie: Werner Wieland (Hörspiel – MIRAG)
- 1951: Herb Tank: Zwischenfall im Hafen (Seemann) – Regie: Werner Wieland (Hörspiel – MIRAG)
- 1967: Franz Carl Weiskopf: Puten und Tränen (Arzt) – Regie: Wolfgang Brunecker (Hörspiel – Rundfunk der DDR)
- 1968: Jurjew Sinowi: David in der Klemme – Regie: Günter Bormann (Science-Fiction-Hörspiel, 2 Teile – Rundfunk der DDR)
- 1969: Bernd Schirmer: Christian Kleeberg oder Ach wie gut, dass niemand weiß (Literaturredakteur) – Regie: Helmut Hellstorff (Hörspiel – Rundfunk der DDR)
- 1970: Günther Schiffel: Das Leben war sein Geschäft (Eugen Duval) – Regie: Klaus Zippel (Hörspiel, 2 Teile – Rundfunk der DDR)
- 1970: Erwin Strittmatter/Horst Heitzenröther: Der Wundertäter (Meister) – Regie: Walter Niklaus (Hörspiel, Teil 3 und 4 – Rundfunk der DDR)
- 1971: Miodrag Đurđjević: Ein Held unserer Zeit (Kollege) – Regie: Peter Groeger (Hörspiel – Rundfunk der DDR)
- 1971: Roald Dobrowenska/Wera Chrustaljewa: Der fröhliche Musikant (Spion) – Regie: Walter Niklaus (Hörspiel – Rundfunk der DDR)
- 1972: Gianni Rodari: Das fliegende Riesending (Prof. Rossi) – Regie: Klaus Zippel (Kinderhörspiel – Rundfunk der DDR)
- 1973: Hannes Hüttner: Das Blaue vom Himmel (Zirbelzwirbel) – Regie: Renate Thormelen (Kinderhörspiel – Rundfunk der DDR)
- 1973: Günther Schiffel: Die Wolfsfabrik (Robbi) – Regie: Klaus Zippel (Kinderhörspiel – Rundfunk der DDR)
- 1974: Ngũgĩ wa Thiong’o: Morgen um diese Zeit (Kunde) – Regie: Peter Groeger (Hörspiel – Rundfunk der DDR)
- 1974: Friedbert Stöcker: Rosa ohne Waffelmuster (Sommer) – Regie: Hannelore Solter (Hörspiel – Rundfunk der DDR)
- 1975: Hans Siebe: Plesskauer Harte – Regie: Joachim Staritz (Kriminalhörspiel – Rundfunk der DDR)
- 1975: Christoph Prochnow: Seine letzte Rolle (Erwin) – Regie: Walter Niklaus (Hörspiel – Rundfunk der DDR)
- 1977: Fred Ufer: Mord mit Ladehemmung (Mr. Dell) – Regie: Klaus Zippel (Kriminalhörspiel/Kurzhörspiel – Rundfunk der DDR)
- 1977: Nicolae Constantin: Die goldenen Samenkörner (Höfling) – Regie: Günter Bormann (Hörspiel – Rundfunk der DDR)
- 1978: Jobst Rapp: Der Doktor ohne Namen – Regie: Klaus Zippel (Kinderhörspiel – Rundfunk der DDR)
- 1978: Volkstext: Die schwarze Perle (Musafar) – Regie: Klaus Zippel (Kinderhörspiel – Rundfunk der DDR)
- 1979: Hans Fallada: Das verliebte Hexlein – Regie: Dieter Bellmann (Kinderhörspiel – Rundfunk der DDR)
- 1979: Tobias Smollett: Die Abenteuer des Roderick Random – Regie: Günter Bormann (Kinderhörspiel, 5 Teile – Rundfunk der DDR)
- 1980: Georgi Gurewitsch: Nur ein kleiner Irrtum (Roboter) – Regie: Klaus Zippel (Science-Fiction-Hörspiel/Kinderhörspiel/Kurzhörspiel – Rundfunk der DDR)
- 1980: Holmar Attila Mück: Der Verrückte vom Pleicher-Ring (Marstaller) – Regie: Wolfgang Brunecker (Kinderhörspiel – Rundfunk der DDR)
- 1981: Mark Twain: Leben auf dem Mississippi – Regie: Günter Bormann (Kinderhörspiel, 5 Teile – Rundfunk der DDR)
- 1982: Linda Teßmer: Kräuterjule (Opa Drager) – Regie: Klaus Zippel (Kurzhörspiel aus der Reihe Gemeindeschwester Erika – Rundfunk der DDR)
- 1982: Sergei Mstislawski: Nachts sind alle Katzen grau – Regie: Klaus Zippel (Kinderhörspiel aus der Reihe Ein Mann namens Gratsch – Rundfunk der DDR)
- 1983: Inge Ristock: Hier muss eine Frau ins Haus (Klabusch) – Regie: Annegret Berger (Kurzhörspiel aus der Reihe Hella – Rundfunk der DDR)
- 1983: Margarete Heinrich: Maurergeselle und Königstochter – Regie: Klaus Zippel (Kinderhörspiel – Rundfunk der DDR)
- 1984: Friedel Hohnbaum-Hornschuch: In einer Nacht im Mai (Opa) – Regie: Annegret Berger (Kriminalhörspiel/Kurzhörspiel – Rundfunk der DDR)
- 1984: Ervin Lázár: Der Dichter Bersian läßt es blitzen und donnern (Altbart)  – Regie: Annegret Berger (Kinderhörspiel – Rundfunk der DDR)
- 1986: Hans Schneider: Die Königskobra  – Regie: Günter Bormann (Kinderhörspiel, 2 Teile – Rundfunk der DDR)
- 1986: Shen Yang/Bao Guiying: Auf dem Weg zur Schlangeninsel (Chen) – Regie: Klaus Zippel (Kinderhörspiel – Rundfunk der DDR)
- 1987: Ion Lilä: Eine neue Geschichte mit dem Märchenprinzen (Bauer) – Regie: Günter Bormann (Kinderhörspiel – Rundfunk der DDR)
- 1988: Jan Eik: Trinkgeld (Sobotta) – Regie: Günter Bormann (Kriminalhörspiel/Kurzhörspiel – Rundfunk der DDR)
- 1988: Gerhard Pötzsch: Kreppsohlen auf Vorstadtpflaster (Paul) – Regie: Horst Liepach (Hörspiel – Rundfunk der DDR)
- 1989: Friedel Hohnbaum-Hornschuch: Der goldene Pfau (Roscher) – Regie: Klaus Zippel (Kriminalhörspiel/Kurzhörspiel – Rundfunk der DDR)
- 1989: Eino Koivistoinen: Ich besiege alle (Chef) – Regie: Günter Bormann (Hörspiel – Rundfunk der DDR)
- 1991: Anonym/Beate Morgenstern: Wie in Sodom und Gomorrha (Betrunkener) – Regie: Horst Liepach (Kinderhörspiel aus der Reihe Bibelgeschichten   – Funkhaus Berlin)
- 1991: Olaf R. Spittel: Fall nach oben (Stadtstreicher) – Regie: Horst Liepach (Hörspiel – Funkhaus Berlin)
- 1992: Jochen Hauser: Gespräche mit Sündern (Mann) – Regie: Walter Niklaus (Kriminalhörspiel – MDR)
- 1992: Walter Hasenclever/Kurt Tucholsky: Christoph Kolumbus oder die Entdeckung Amerikas (Lakai) – Regie: Walter Niklaus (Hörspiel – MDR)
- 1993: Beate Morgenstern: Auszug aus Ägypten (Mann) – Regie: Christian Gebert (Kinderhörspiel aus der Reihe Bibelgeschichten – MDR)
- 1993 George Bernard Shaw: Pygmalion – Regie: Klaus Zippel (Hörspiel – MDR)
- 1994: Lothar Sternwedel: Blond ist nicht zu sehen (Kunde) – Regie: Klaus Zippel (Science-Fiction-Hörspiel – MDR)
- 1997: Hans Fallada: Der Winter kommt – Regie: Jürgen Dluzniewski (Hörspiel aus der Reihe Bauern, Bonzen und Bomben – MDR)